# Bibliografia de H. G. Wells

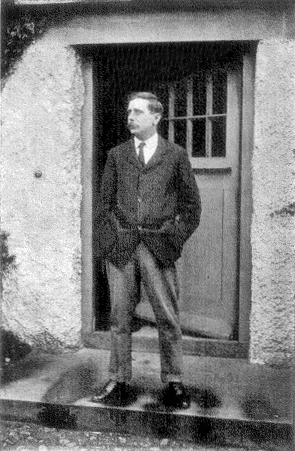
H. G. Wells na porta de sua residência em Sandgate, Kent.

A lista de obras literárias abaixo inclui todos os romances, não ficção, contos,  antologia, roteiros e artigos publicados pelo autor inglês H. G. Wells  (1866–1946). As publicações estão listadas por ordem cronológica de lançamento.

## Romances
- The Time Machine (1895) (em português A Máquina do Tempo)
- The Wonderful Visit (1895)
- The Island of Doctor Moreau (1896)  (em português A Ilha do Doutor Moreau)
- The Wheels of Chance (1896)
- The Invisible Man (1897) (em português O Homem Invisível) [2]
- The War of the Worlds (1898)  (em português A Guerra dos Mundos)
- When the Sleeper Wakes (1899)
- Love and Mr Lewisham (1900)
- The First Men in the Moon (1901)
- The Sea Lady (1902)
- The Food of the Gods and How It Came to Earth (1904) (em português O Alimento dos Deuses)
- Kipps (1905)
- A Modern Utopia (1905)
- In the Days of the Comet (1906)  (em português Os Dias do Cometa)
- The War in the Air (1908)
- Tono-Bungay (1909)
- Ann Veronica (1909)
- The History of Mr Polly (1910)
- The Sleeper Awakes (1910) – edição revista de When the Sleeper Wakes (1899)
- The New Machiavelli (1911)
- Marriage (1912)
- The Passionate Friends (1913)
- The Wife of Sir Isaac Harman (1914)
- The World Set Free (1914)
- Bealby: A Holiday (1915)
- Boon (1915)
- The Research Magnificent (1915)
- Mr Britling Sees It Through (1916)
- The Soul of a Bishop (1917)
- Joan and Peter: The Story of an Education (1918)
- The Undying Fire (1919)
- The Secret Places of the Heart (1922)
- Men Like Gods (1923)
- The Dream (1924)
- Christina Alberta's Father (1925)
- The World of William Clissold (1926)
- Meanwhile (1927)
- Mr Blettsworthy on Rampole Island (1928)
- The Autocracy of Mr Parham (1930)
- The Bulpington of Blup (1932)
- The Shape of Things to Come (1933)
- The Croquet Player (1936)
- Brynhild (1937)
- Star Begotten (1937)
- The Camford Visitation (1937)
- Apropos of Dolores (1938)
- The Brothers (1938)
- The Holy Terror (1939)
- Babes in the Darkling Wood (1940)
- All Aboard for Ararat (1940)
- You Can't Be Too Careful (1941)

## Não ficção
- Text-Book of Biology (1893)
- Honours Physiography (1893) – with R. A. Gregory
- Certain Personal Matters (1897)
- Anticipations of the Reactions of Mechanical and Scientific Progress upon Human Life and Thought (1901)*
- Mankind in the Making (1903)
- The Future in America: A Search After Realities (1906)
- This Misery of Boots (1907)
- Will Socialism Destroy the Home? (1907)
- New Worlds for Old]] (1908)
- First and Last Things (1908)
- Floor Games (1911)
- The Great State (1912)
- Great Thoughts From H. G. Wells (1912)
- Thoughts From H. G. Wells (1912)
- Little Wars (1913)
- The War That Will End War (1914)
- An Englishman Looks at the World (1914);
- The War and Socialism (1915)
- The Peace of the World (1915)
- What is Coming? (1916)
- The Elements of Reconstruction (1916) – publicado sob o pseudónimo de "D. P."
- God the Invisible King (1917)
- War and the Future (também publicado como: Italy, France and Britain at War) (1917)
- Introduction to Nocturne (1917)
- In the Fourth Year (1918)
- The Idea of a League of Nations (1919) – com Viscount Edward Grey, Lionel Curtis, William Archer, H. Wickham Steed, Alfred Eckhard Zimmern, John Alfred Spender, Viscount Bryce e Gilbert Murray
- The Way to the League of Nations (1919) – com  Viscount Edward Grey, Lionel Curtis, William Archer, H. Wickham Steed, Alfred Eckhard Zimmern, John Alfred Spender, Viscount Bryce e Gilbert Murray
- The Outline of History (1920)
- Russia in the Shadows (1920)
- Frank Swinnerton (1920) – com Arnold Bennett e Grant Overton
- The Salvaging of Civilization (1921)
- A Short History of the World (1922)
- Washington and the Hope of Peace (também publicado como: "Washington and the Riddle of Peace") (1922)
- Socialism and the Scientific Motive (1923)
- The Story of a Great Schoolmaster: Being a Plain Account of the Life and Ideas of Sanderson of Oundle (1924) – biografia de Frederick William Sanderson
- A Year of Prophesying (1925)
- A Short History of Mankind (1925)
- Mr. Belloc Objects to The Outline of History (1926)
- Wells' Social Anticipations (1927)
- The Way the World is Going (1928)
- The Book of Catherine Wells (1928)
- The Open Conspiracy (também publicado como: What Are We To Do With Our Lives?) (1928)
- The Science of Life (1930) – com Julian Huxley e George Philip Wells
- Divorce as I See It (1930)
- Points of View (1930)
- The Work, Wealth and Happiness of Mankind (1931)
- The New Russia (1931)
- Selections From the Early Prose Works of H. G. Wells (1931)
- After Democracy (1932)
- An Experiment in Autobiography (1934)
- The New America: The New World (1935)
- The Anatomy of Frustration (1936)
- World Brain (1938)
- The Fate of Homo Sapiens (também publicado como: The Fate Of Man) (1939)
- The New World Order (1939)
- Travels of a Republican Radical in Search of Hot Water]] (1939)
- The Common Sense of War and Peace (1940)
- The Rights of Man (1940)
- The Pocket History of the World (1941)
- Guide to the New World (1941)
- The Outlook for Homo Sapiens (1942)
- The Conquest of Time (1942)
- Modern Russian and English Revolutionaries (1942) – with Lev Uspensky
- Phoenix: A Summary of the Inescapable Conditions of World Reorganization (1942)
- Crux Ansata: An Indictment of the Roman Catholic Church (1943)
- '42 to '44: A Contemporary Memoir (1944)
- Reshaping Man's Heritage (1944) – com John Burdon Sanderson Haldane, Julian Huxley
- The Happy Turning (1945)
- Mind at the End of its Tether (1945)
- Marxism vs Liberalism (1945) – com J. V. Stalin
- H.G. Wells: Early Writings in Science and Science Fiction (1975)

## Contos
- "A Family Elopement" (1884)
- "A Tale of the Twentieth Century" (1887)
- "A Talk with Gryllotalpa" (1887)– publicado sob o pseudónimo de Septimus Browne
- "A Vision of the Past" (1887)
- "The Chronic Argonauts" (1888)
- "The Devotee of Art" (1888)
- "The Flying Man" (também publicado como: "The Advent of the Flying Man") (1893)
- "Æpyornis Island" (1894)
- "A Deal in Ostriches" (1894)
- "The Diamond Maker" (1894)
- "The Flowering of the Strange Orchid" (também publicado como:  "The Strange Orchid") (1894)
- "The Hammerpond Park Burglary" (1894)
- "The Lord of the Dynamos" (1894)
- "How Gabriel Became Thompson" (1894)
- "In the Avu Observatory" (1894)
- "In the Modern Vein: An Unsympathetic Love Story" (também publicado como: "A Bardlet's Romance") (1894)
- "The Jilting of Jane" (1894)
- "The Man With a Nose" (1894)
- "A Misunderstood Artist" (1894)
- "Mr. Ledbetter's Vacation" (1894) (também publicado como: "Mr. Leadbetter's Vacation")
- "The Stolen Bacillus" (1894)
- "The Thing in No. 7" (1894)
- "Through a Window" (também publicado como: "At a Window") (1894)
- "The Thumbmark" (1894)
- "The Treasure in the Forest" (1894)
- "The Triumphs of a Taxidermist" (1894)
- "The Argonauts of the Air" (1895)
- "A Catastrophe" (1895)
- "The Cone" (1895)
- "How Pingwill Was Routed" (1895)
- "Le Mari Terrible" (1895)
- "The Moth" (também publicado como: "A Moth – Genus Novo") (1895)
- "Our Little Neighbour" (1895)
- "Pollock and the Porroh Man" (1895)
- "The Reconciliation" (também publicado como: "The Bulla") (1895)
- "The Remarkable Case of Davidson's Eyes" (também publicado como: "The Story of Davidson's Eyes") (1895)
- "The Sad Story of a Dramatic Critic" (também publicado como: "The Obliterated Man") (1895)
- "The Temptation of Harringay" (1895)
- "Wayde's Essence" (1895)
- "The Apple" (1896)
- "In the Abyss" (1896)
- "The Plattner Story" (1896)[3]
- "The Purple Pileus" (1896)
- "The Rajah's Treasure" (1896)
- "The Red Room" (1896) (também publicado como: "The Ghost of Fear")
- "The Sea Raiders" (1896)
- "A Slip Under the Microscope" (1896)
- "The Story of the Late Mr. Elvesham" (1896)
- "Under the Knife" (também publicado como: "Slip Under the Knife") (1896)
- "The Crystal Egg" (1897)
- "The Lost Inheritance" (1897)
- "Mr Marshall's Doppelganger" (1897)
- "A Perfect Gentleman on Wheels" (1897)
- "The Presence by the Fire" (1897)
- "The Star" (1897)
- "A Story of the Days To Come" (1897)
- "A Story of the Stone Age" (também publicado como: "Stories of the Stone Age") (1897)
- "Jimmy Goggles the God" (1898)
- "The Man Who Could Work Miracles" (1898)
- "Miss Winchelsea's Heart" (1898)
- "The Stolen Body" (1898)
- "Walcote" (1898)
- "Mr. Brisher's Treasure" (1899)
- "A Vision of Judgment" (1899)
- "A Dream of Armageddon" (1901)
- "Filmer" (1901)
- "Mr. Skelmersdale in Fairyland" (1901)
- "The New Accelerator" (1901)
- "The Inexperienced Ghost" (também publicado como: "The Story of the Inexperienced Ghost") (1902)
- "The Loyalty of Esau Common" (1902)
- "The Land Ironclads" (1903)
- "The Magic Shop" (1903)
- "The Truth About Pyecraft" (1903)
- "The Valley of the Spiders" (1903)
- "The Country of the Blind" (1904)
- "The Empire of the Ants" (1905)
- "The Door in the Wall" (1906)
- "The Beautiful Suit" (também publicado como: "A Moonlight Fable") (1909)
- "Little Mother Up the Morderberg" (1910)
- "My First Aeroplane" (1910)
- "The Story of the Last Trump" (1915)
- "The Wild Asses of the Devil" (1915)
- "Peter Learns Arithmetic" (1918)
- "The Grisly Folk" (1921)
- "The Pearl of Love" (1924)
- "The Queer Story of Brownlow's Newspaper" (1932)
- "Answer to Prayer" (1937)
- "The Country of the Blind (revised)" (1939)

## Antologia
- Select Conversations with an Uncle (Now Extinct) and Two Other Reminscences (1895)
- The Stolen Bacillus and Other Incidents (1895)[4]
- The Red Room (1896)
- Thirty Strange Stories (1897)[5]
- The Plattner Story and Others (1897)[6]
- Tales of Space and Time (1899)[7]
- A Cure For Love (1899)
- Twelve Stories and a Dream (1903)*[8]
- The Country of the Blind and Other Stories (1911)
- The Door in the Wall and Other Stories (1911)
- The Star (1913)
- Boon, The Mind of the Race, The Wild Asses of the Devil, and The Last Trump (1915) – primera edição publicada sob o pseudónimo de Reginald Bliss
- Tales of the Unexpected (1922)
- Tales of Wonder (1923)
- Tales of Life and Adventure (1923)
- The Empire of the Ants and Other Stories (1925)
- The Short Stories of H. G. Wells (1927)
- Selected Short Stories (1927)
- The Adventures of Tommy (1929)
- The Valley of Spiders (1930)
- The Stolen Body and Other Tales of the Unexpected (1931)
- The Famous Short Stories of H. G. Wells (também publicado como: The Favorite Short Stories of H. G. Wells) (1937)
- Short Stories by H. G. Wells (1940)
- The Inexperienced Ghost (1943)
- The Land Ironclads (1943)
- The New Accelerator (1943)
- The Truth About Pyecraft and Other Short Stories (1943)
- Twenty-Eight Science Fiction Stories (1952)
- Seven Stories (1953)
- Three Prophetic Science Fiction Novels of H. G. Wells (1960)
- The Cone (1965)
- Best Science Fiction Stories of H. G. Wells (1966)
- The Complete Short Stories of H. G. Wells (1966)
- H.G. Wells: Early Writings in Science and Science Fiction (1975)
- The Man with the Nose and Other Uncollected Stories of H. G. Wells (1984)
- The Red Room and Other Stories (1998)
- Selected Stories of H. G. Wells (2004)

## Roteiros de filmes
- The King Who Was a King: The Book of a Film (1929 - cenártio para um filme que não foo produzido)
- Things to Come (1935 - adaptação de The Shape of Things to Come e The Work, Wealth and Happiness of Mankind)
- The Man Who Could Work Miracles (1936)
- The New Faust (publicado em Nash's Pall Magazine, dezembro de 1936 - adaptação de "The Story of the Late Mr Elvesham")

## Artigos
- "Zoological Retrogression" (1891)
- "The Rediscovery of the Unique" (1891)
- "Ancient Experiments in Co-Operation" (1892)
- "On Extinction" (1893)
- "The Man of the Year Million" (1893)
- "The Sun God and the Holy Stars" (1894)
- "Province of Pain" (1894)
- "Life in the Abyss" (1894)
- "Another Basis for Life" (1894)
- "The Rate of Change in Species" (1894)
- "The Biological Problem of To-day" (1894)
- "The 'Cyclic' Delusion" (1894)
- "Flat Earth Again" (1894)
- "Bio-Optimism" (1895)
- "Bye-Products in Evolution" (1895)
- "Death" (1895)
- "The Duration of Life" (1895)
- "The Visibility of Change in the Moon" (1895)
- "The Limits of Individual Plasticity" (1895)
- "Human Evolution, an Artificial Process" (1896)
- "Intelligence on Mars" (1896)
- "Concerning Skeletons" (1896)
- "The Possible Individuality of Atoms" (1896)
- "Morals and Civilisation" (1897)
- "On Comparative Theology" (1898)
- "The Discovery of the Future" (1902)
- "The Grisly Folk" (1921)
- "Mr. Wells and Mr. Vowles" (1926)[9]
- "The Red Dust a Fact!" (1927)
- "Democracy Under Revision" (1927)
- "Wells Speaks Some Plain Words to us," New York Times, 16 de outubro de 1927
- "Common Sense of World Peace" (1929)
- "Foretelling the Future" (1938)

## Livros sobre H. G. Wells
- In Memoriam H.G. Wells, 1866-1946 (1946), autor:Forrest J Ackerman
- H. G. Wells (1951), autor: Vincent Brome
- Henry James and H G Wells (1958), autor: L Edel and Gordon N Ray
- Arnold Bennett and H G Wells: A Record of a Personal And Literary Friendship (1960), autor: Harris Wilson
- George Gissing and H G Wells (1961), autor: Royal A Gettman
- H. G. Wells: Critic of Progress (1973) , autor: Jack Williamson
- The H. G. Wells Scrapbook (1978) , autor: Peter Haining
- Shadows of the Future: H. G. Wells, Science Fiction, and Prophecy (1995), autor: Patrick Parrinder
- H G Wells's Perennial Time Machine (2001) , autor: George E Slusser
- H.G. Wells: Traversing Time (2004) , autor: W Warren Wagar